# The Giver
Pour plus de détails, voir Fiche technique et Distribution.
The Giver, ou Le Passeur au Québec, est un film de science-fiction américain réalisé par Phillip Noyce et sorti en 2014. Il s'agit d'une adaptation du roman Le Passeur de Lois Lowry, publié en 1993.

## Synopsis
Dans le futur, les émotions ont été supprimées grâce à l'effacement de toute trace d'histoire. Tous les individus sont formatés pour se comporter de façon préétablie. Le dépositaire de la mémoire est la seule personne qui peut se souvenir du passé. Un jour, c'est au jeune Jonas, 12 ans, de prendre la relève et ainsi d'apprendre les lourds secrets de l'humanité.

## Fiche technique
Sauf indication contraire, les informations mentionnées dans cette section peuvent être confirmées par la base de données cinématographiques IMDb,  présente dans la section « Liens externes ».
- Titre original : The Giver
- Titre québécois : Le Passeur[1] (également utilisé comme sous-titre en France)
- Réalisation : Phillip Noyce
- Scénario : Michael Mitnick, d'après Le Passeur de Lois Lowry
- Musique : Marco Beltrami
- Direction artistique : Ed Verreaux
- Décors : Shira Hockman
- Costumes : Andrew McCarthy
- Montage : Barry Alexander Brown
- Photographie : Ross Emery
- Son : Philip Stockton
- Production : Jeff Bridges, Neil Koenigsberg et Nikki Silver
- Sociétés de production : As Is Productions, Tonik Productions, Walden Media et The Weinstein Company
- Sociétés de distribution : The Weinstein Company (États-Unis), Studiocanal (France)
- Budget : 25 000 000 USD
- Paysfe production :  Canada et  États-Unis
- Langue originale : anglais
- Format : couleur
- Genre : drame, science-fiction, thriller
- Durée : 97 minutes
- Dates de sortie :
  - États-Unis : 15 août 2014
  - France : 29 octobre 2014

## Distribution
Sauf indication contraire, les informations mentionnées dans cette section peuvent être confirmées par la base de données cinématographiques IMDb,  présente dans la section « Liens externes ».
- Jeff Bridges (VF : Patrick Floersheim ; VQ : Guy Nadon) : « le Passeur »
- Brenton Thwaites (VF : Gauthier Battoue ; VQ : Xavier Dolan) : Jonas
- Odeya Rush (VF : Nastassja Girard ; VQ : Sarah-Jeanne Labrosse) : Fiona
- Meryl Streep (VF : Frédérique Tirmont ; VQ : Marie-Andrée Corneille) : le chef Elder
- Alexander Skarsgård (VF : Valentin Merlet ; VQ : Frédéric Paquet) : le père de Jonas
- Katie Holmes (VF : Alexandra Garijo ; VQ : Aline Pinsonneault) : la mère de Jonas
- Cameron Monaghan (VF : Théo Frilet ; VQ : Sébastien Reding) : Asher
- Taylor Swift (VF : Daniela Labbé-Cabrera ; VQ : Kim Jalabert) : Rosemary
- Emma Tremblay (VF : Pénélope Siclay-Couvreur ; VQ : Fanny-Maude Roy) : Lilly

Source et légende : Version française (VF) sur AlloDoublage Version québécoise (VQ) sur Doublage Québec

## Production

### Développement
Le film est l'adaptation cinématographique du roman Le Passeur de Lois Lowry, paru en 1993 aux États-Unis.
L'acteur Jeff Bridges, grand fan du livre, souhaite très vite l'adapter pour le cinéma. Il tentera pendant une dizaine d'années, mais en 2007, la Warner en rachète les droits. Jeff Bridges devra finalement attendre que les droits soient de nouveau libres pour se repositionner, avec l'aide de la productrice Nikki Silver. Initialement, il voulait que son père, Lloyd Bridges, incarne le "Giver" (le Passeur). Cependant, son père meurt en 1998. Lorsque le projet est relancé, Jeff Bridges reprend le rôle tout en officiant comme producteur du film.

### Attribution des rôles
L'auteur du roman Lois Lowry voulait que le casting soit ouvert à tous les lecteurs et fans de son livre, à l'instar de la saga Harry Potter. Malheureusement, la production n'est pas d'accord car elle préfère vieillir le personnage principal afin de mieux coller à un film hollywoodien pour adolescents. Dans le livre, le personnage principal n'a que 12 ans alors que dans le film celui-ci en a 18 et vit une histoire d’amour avec Fiona une jeune fille de son âge qu’il connait depuis son enfance et qui est seulement une amie dans le livre. C'est donc Brenton Thwaites qui est choisi pour le rôle de Jonas. Le comédien étant alors âgé de 24 ans, cela engendre de nombreuses critiques de fans qui regrettent que le comédien soit bien plus âgé que le personnage du roman.

### Tournage
Le tournage débute le 7 octobre 2013 et a eu lieu principalement en Afrique du Sud, notamment à Johannesburg et Le Cap. Quelques plans additionnels sont ensuite tournés en Angleterre, Meryl Streep étant également prise par le tournage d'Into the Woods de Rob Marshall,. Le tournage s'achève le 13 février 2014 dans l'Utah.

## Accueil
Les critiques sont mitigées. Le film obtient une note moyenne de 2,3/5 sur le site Allociné d'après l'interprétation des critiques de presse recensées.
Le film rapporte près de 67 millions de dollars au box-office,.